# Valentina Monetta
Valentina Monetta (Ciutat de San Marino, San Marino 1 de març de 1975) és una cantant de San Marino.

## Discografia

### Àlbums
| Títol                          | Detalls de l'Àlbum                                                 |
| ------------------------------ | ------------------------------------------------------------------ |
| Il mio gioco preferito         | - Llançament: 19 de setembre, 2011. - Formats: Descàrrega digital. |
| La storia di Valentina Monetta | - Llançament: 7 de juny, 2013. - Formats: CD/Descarrega digital.   |
| Sensibilitá                    | - Llançament: 2014. - Formats: Descàrrega digital.                 |

### Senzills
| Any  | Títol                    | Àlbum                          |
| ---- | ------------------------ | ------------------------------ |
| 2002 | Sharp                    | Sharp                          |
| 2008 | Se Senar Ci Sei Tu       | Sharp                          |
| 2011 | Una Giornata Bellissima  | La Storia di Valentina Monetta |
| 2012 | I'll Follow the Sunshine | La Storia di Valentina Monetta |
| 2012 | The Social Network Song  | La Storia di Valentina Monetta |
| 2013 | Crisalide                | La Storia di Valentina Monetta |
| 2014 | L'amore verrà            |                                |
| 2014 | Maybe                    |                                |